# 伊靈區
伊靈區（英語：London Borough of Ealing，i/ˈiːlɪŋ/）是英國英格蘭大倫敦外倫敦的自治市，人口306,400，面積55.53平方公里。

## 友好城市
- 波蘭比拉尼區
- 法國马尔康巴勒尔
- 德国施泰因富特县

## 外部連結
- （英文） 伊靈區政府網 （页面存档备份，存于）

51°30′N 0°20′W / 51.500°N 0.333°W